# Мамлютски район
Мамлютски район (на казахски: Мамлют ауданы) е съставна част на Северноказахстанска област, Казахстан. Административен център е Мамлютка. Обща площ 4081 км2 и население 17 519 души (по приблизителна оценка към 1 януари 2020 г.).